# Santuario de Nuestra Señora de la Caridad (Illescas)

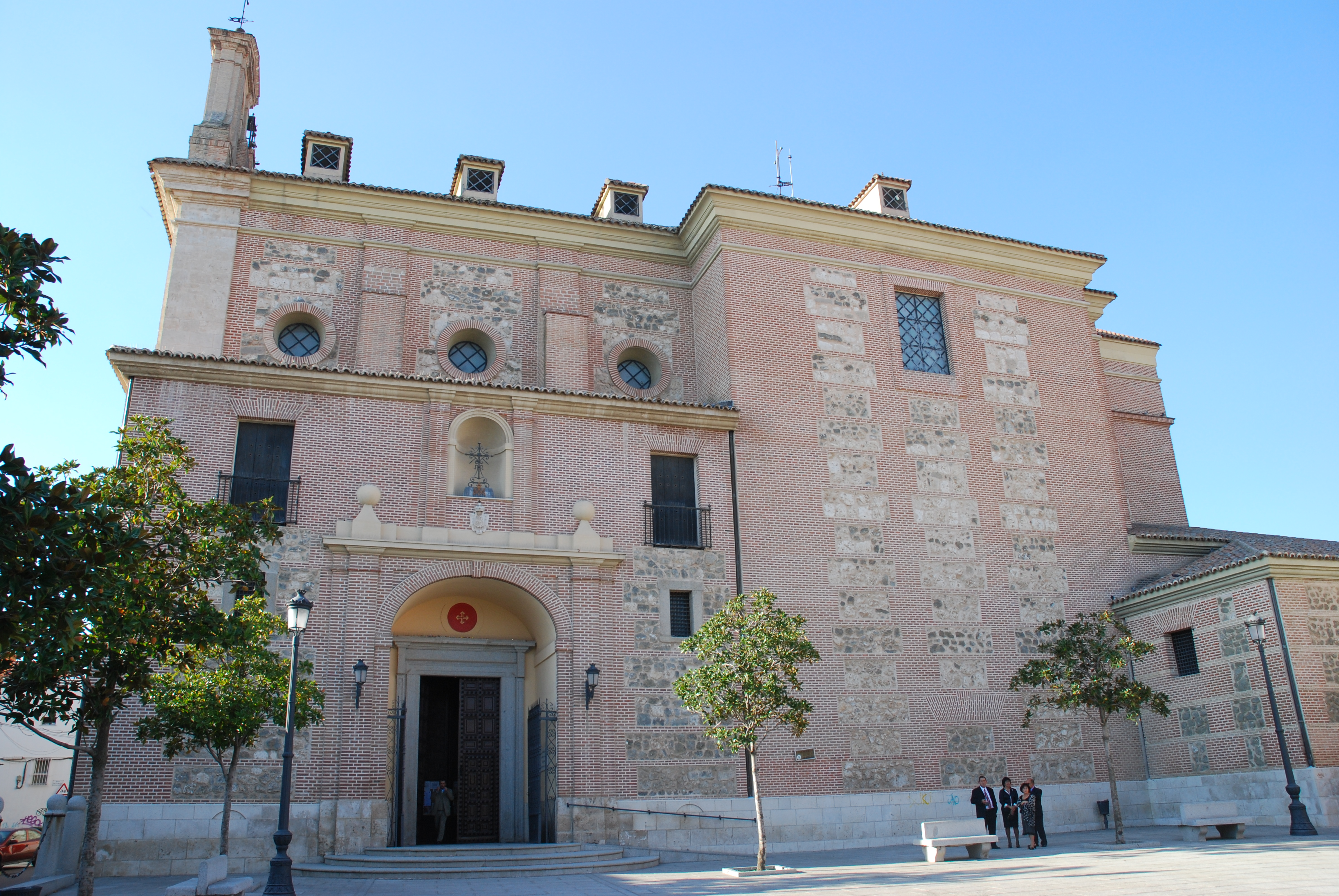
Santuario de Nuestra Señora de la Caridad.

El santuario de Nuestra Señora de la Caridad es un templo católico de Illescas, provincia de Toledo, Castilla-La Mancha, España. Fue la iglesia del antiguo hospital de la Caridad, del año 1500.

## Historia
El cardenal Cisneros solicitó un permiso a la villa de Illescas para levantar un convento de monjas franciscanas en el lugar que ocupaba un convento de la Orden de San Benito fundado por san Ildefonso en el siglo VII. A cambio, Cisneros construyó un hospital y un santuario en un lugar más céntrico de la localidad. El edificio original se hizo con planos de Pedro de Gumiel. En el santuario se colocó la Virgen de la Caridad, que le dio nombre al templo.
Felipe II era devoto de la Virgen de la Caridad de este santuario, al que acudió a rezarle varias novenas. También fue visitado por la reina consorte, la princesa Juana, así como duques, condes y miembros de la corte.
El hospital y su iglesia fueron reformados entre 1588 y el 1600 por Nicolás de Vergara y su hermano Juan.
El retablo mayor fue realizado por el Greco en 1603. El Greco también realizó cinco cuadros de la vida de la Virgen María para este templo: La Virgen de la Caridad, Los desposorios de la Virgen, La Anunciación, La Natividad y La coronación de la Virgen. El cuadro Los desposorios de la Virgen se encuentra en el Museo Nacional de Arte de Rumanía, en Bucarest. Los otros cuadros de la Virgen se conservan en el templo. El Greco también realizó el cuadro de San Ildefonso, que se conserva en este templo. Enriqueta Harris estudió la decoración de la capilla y a ella se debe la propuesta sobre como debían estar situados los cuatro cuadros del Greco en la misma.
En el santuario está el cuadro Cisneros, fundador del hospital de Illescas, obra de tema histórico de Alejandro Ferrant y Fischermans de 1892 que ganó la Primera Medalla en la Exposición Nacional de Bellas Artes de ese año.
La Virgen de la Caridad es la patrona de Illescas. La imagen de la Virgen de la Caridad fue coronada canónicamente el 12 de octubre de 1955 por Enrique Plá y Deniel, primado de España.

## Galería

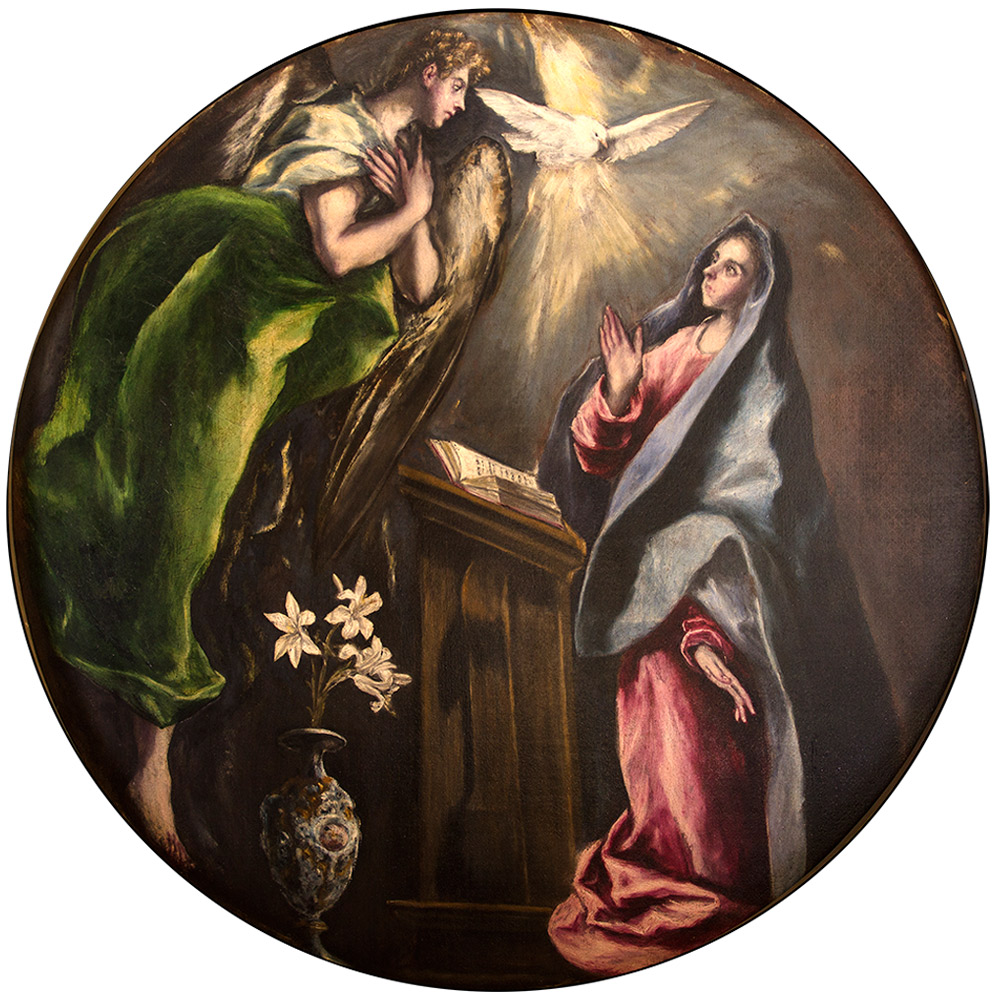
La Anunciación. El Greco.
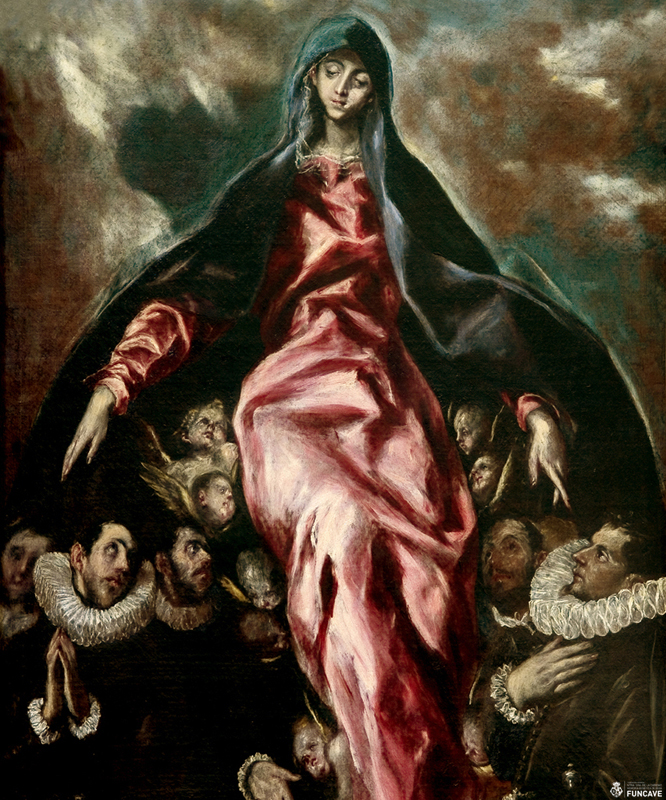
La Virgen de la Caridad. El Greco.
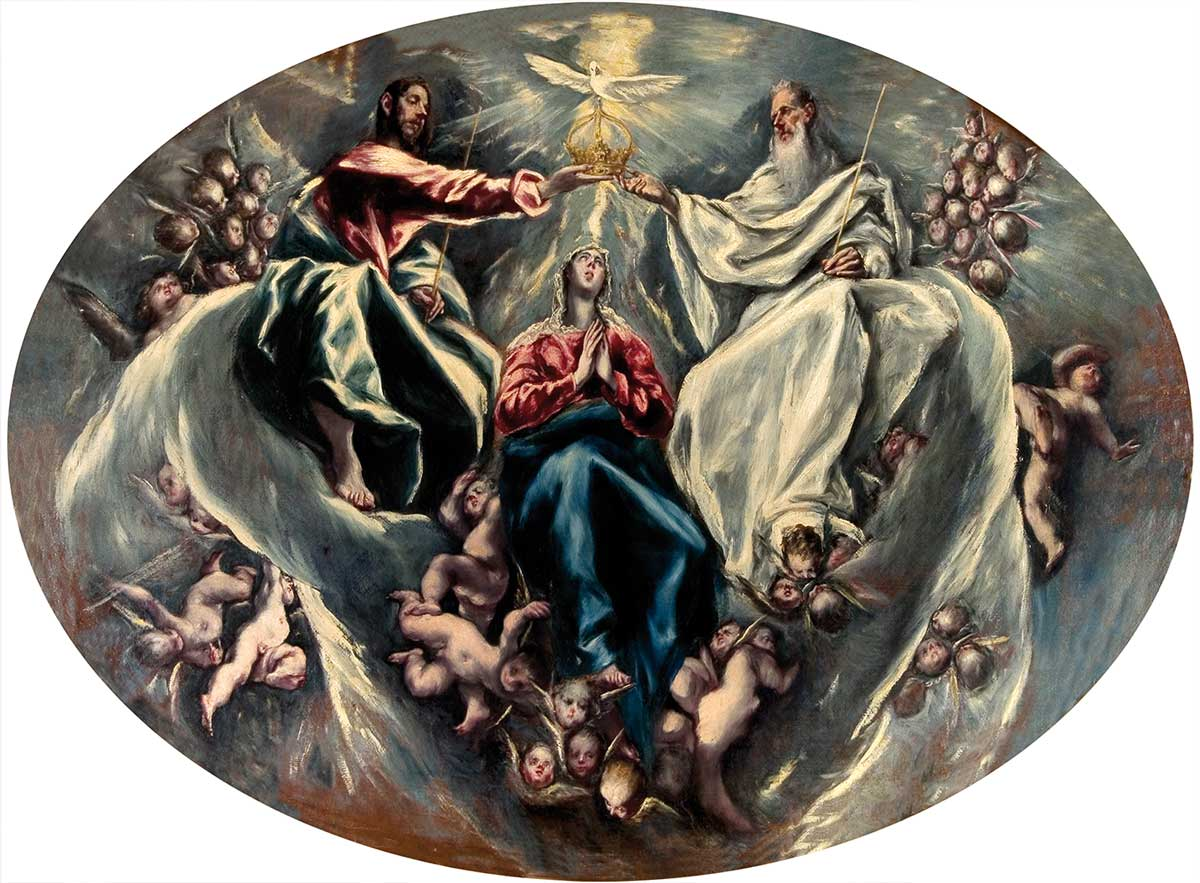
La coronación de la Virgen. El Greco.
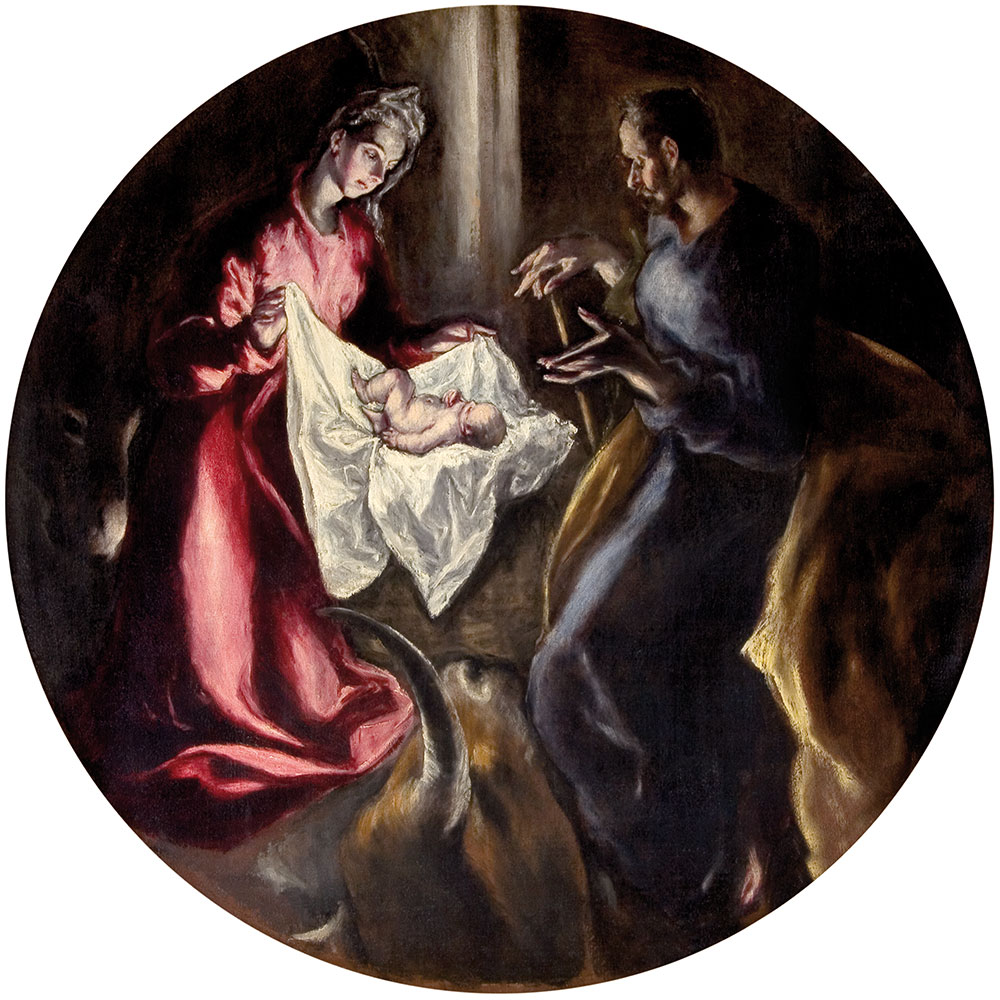
La Natividad. El Greco.
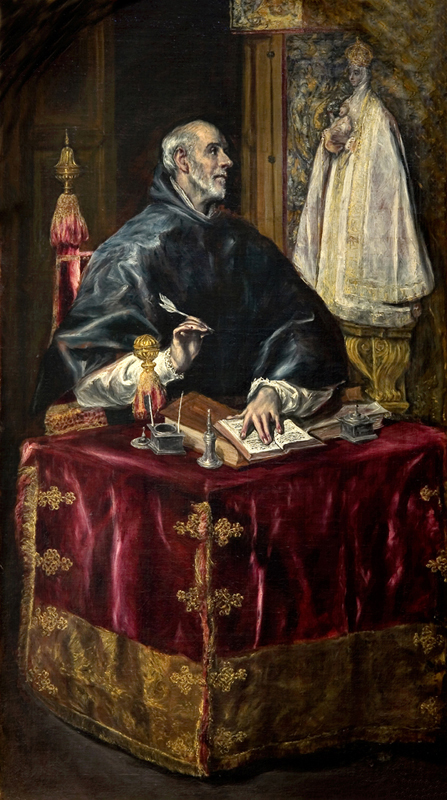
San Ildefonso. El Greco.
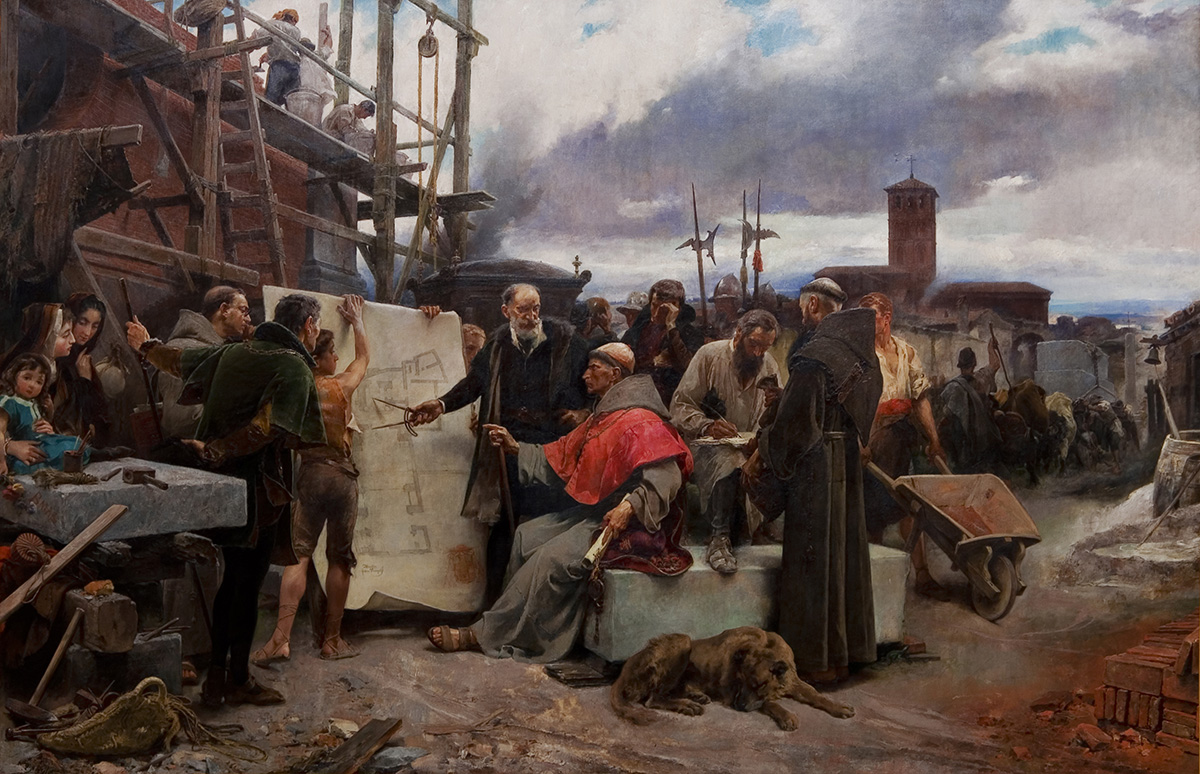
Cisneros, fundador del hospital de Illescas. Alejandro Ferrant.